# Donald Alexander McKinnon
Donald Alexander McKinnon, homme politique canadien, servit comme Lieutenant-gouverneur de la province de l'Île-du-Prince-Édouard entre 1904 et 1910.